# Umaglesi Liga (2004/2005)
Sezon (2004/2005) był 16. sezonem o mistrzostwo Gruzji w piłce nożnej. Liga liczyła 10 drużyn. Tytułu nie obroniła drużyna WIT Georgia Tbilisi. Nowym mistrzem Gruzji został zespół Dinamo Tbilisi. Tytuł króla strzelców zdobył Lewan Melkadze, który w barwach klubu Dinamo Tbilisi strzelił 27 goli.

## Tabela końcowa
| Lp. | Drużyna                | M  | Z  | R  | P  | Bramki | Bramki | Różn. | Pkt | Uwagi                                       |
| --- | ---------------------- | -- | -- | -- | -- | ------ | ------ | ----- | --- | ------------------------------------------- |
| 1   | Dinamo Tbilisi (M)     | 36 | 23 | 6  | 7  | 73     | 27     | +46   | 75  | Liga Mistrzów UEFA • I runda kwalifikacyjna |
| 2   | Torpedo Kutaisi        | 36 | 20 | 10 | 6  | 56     | 31     | +25   | 70  | Puchar UEFA • I runda kwalifikacyjna        |
| 3   | SK Tbilisi             | 36 | 21 | 6  | 9  | 60     | 40     | +20   | 69  |                                             |
| 4   | Lokomotiwi Tbilisi     | 36 | 16 | 15 | 5  | 42     | 24     | +18   | 63  | Puchar UEFA • I runda kwalifikacyjna        |
| 5   | Zestaponi              | 36 | 16 | 5  | 15 | 38     | 48     | −10   | 53  |                                             |
| 6   | WIT Georgia Tbilisi    | 36 | 13 | 9  | 14 | 54     | 41     | +13   | 48  | Puchar Intertoto • I runda                  |
| 7   | Sioni Bolnisi          | 36 | 12 | 4  | 20 | 35     | 56     | −21   | 40  |                                             |
| 8   | Dinamo Batumi          | 36 | 9  | 12 | 15 | 35     | 33     | +2    | 39  |                                             |
| 9   | Kolcheti 1913 Poti (S) | 36 | 9  | 5  | 22 | 32     | 63     | −31   | 32  | Spadek do                                   |
| 10  | Dila Gori (S)          | 36 | 2  | 4  | 30 | 20     | 88     | −68   | 10  | Spadek do                                   |